# Dictyophara pannonica
Dictyophara pannonica är en insektsart som först beskrevs av Ernst Friedrich Germar 1830.  Dictyophara pannonica ingår i släktet Dictyophara och familjen Dictyopharidae.
Artens utbredningsområde är Spanien. Inga underarter finns listade i Catalogue of Life.